# 霍苏埃·布拉奇
霍苏埃·布拉奇·加西亚（西班牙語：Josué Brachi García，1992年9月8日—），西班牙男子举重运动员，2016年欧洲举重锦标赛男子56公斤级银牌得主、2018年欧洲举重锦标赛男子56公斤级金牌得主、2022年欧洲举重锦标赛男子55公斤级银牌得主。